# Torben Harder
Torben Harder (født 1970) er en tidligere dansk landsholdspiller i vandpolo.
Da Svømmeklubben Frem fra Odense 2007 vandt klubbens 20. vandpolo-DM siden 1987, var Harder en af tre spillere, som havde været med alle gangene. De to andre var Claus Trasbo og Brian Olsen. Harder vandt sit 22. danmarksmesterskab i 2009. Harder vandt sit 23. mesterskab i 2010 og tog sit foreløbigt sidste og 24. mesterskab i 2011. Alle 24 danske mesterskaber er vundet med den samme klub, og Harder har dermed rekorden i dansk idræt som den med flest danske mesterskaber i en holdsport.